# 識名園

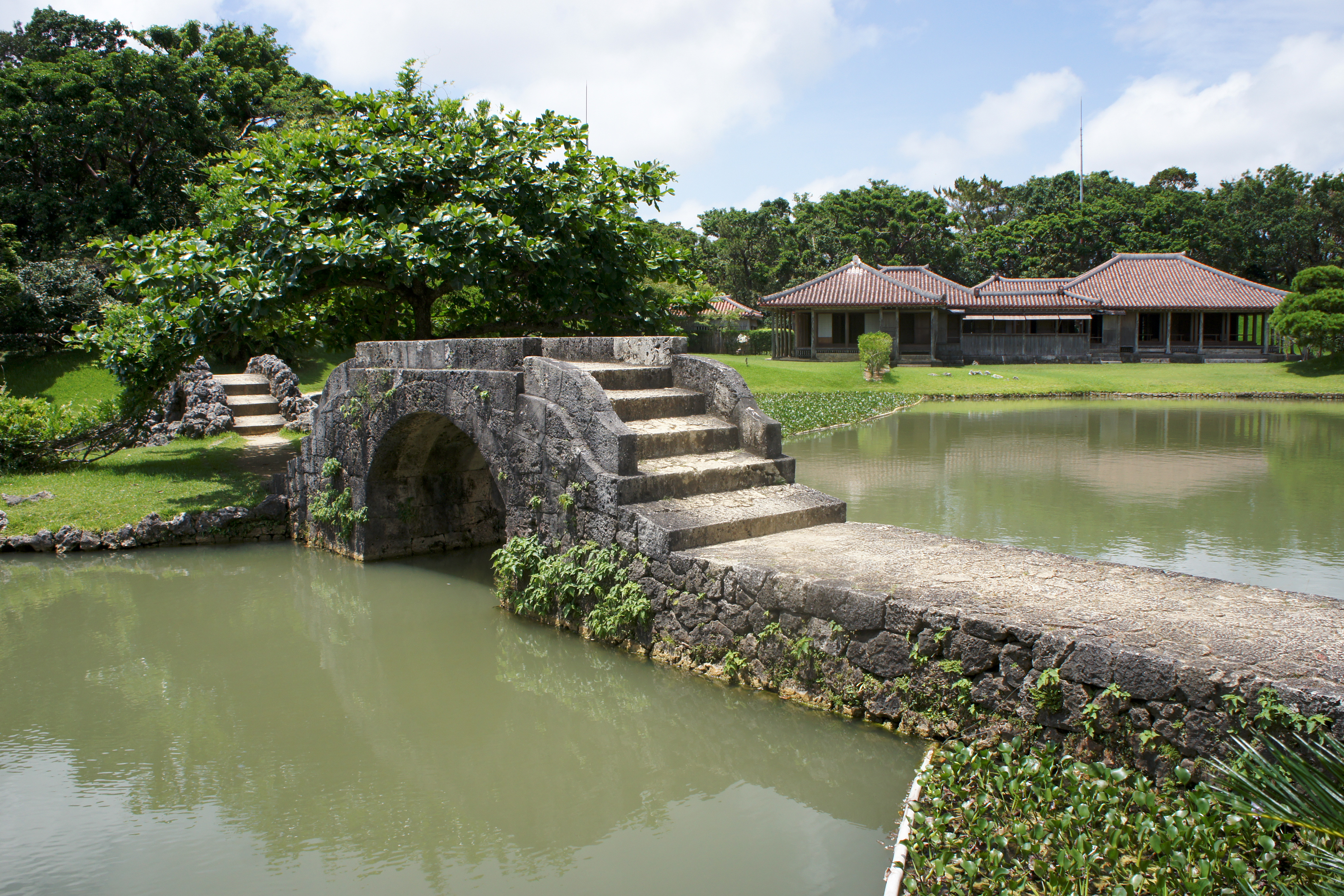
石橋、奥に御殿

識名園（しきなえん）は沖縄県那覇市真地にある琉球庭園の一つ。
識名の御殿（しちなぬうどぅん）とも、また首里城の南にあることから南苑（なんえん）とも呼ばれた。造園は琉球の第二尚氏王朝、尚穆（在位・1752年 - 1795年）の時代に始まったと言われるが定かではない。完成は尚温の時代の1799年。
中国の様式と沖縄独自の様式の折衷様式で建築されている。完成当時は中国皇帝からの使者（冊封使）をもてなす、現在でいう迎賓館として使われた。「勧耕台」と称する展望台があるが、海を望むことはできない。これは琉球をより大きな国に見せるためともいわれている。
第二次世界大戦で園内のほとんどの建造物が破壊されたため、現在見られるものは復元（工期：1975～1995年）である。
1941年、国の名勝に指定され、戦禍で壊滅後、1976年に再指定。2000年には国の特別名勝に指定され、同年12月にユネスコの世界遺産に登録。
1999年以来、毎年11月3日（文化の日）には園内で識名園歌会（花ゆうな短歌会主催・那覇市教育委員会共催）が開かれ、短歌を楽しむ人達でにぎわう。また11月第4日曜日には、識名園友遊会（識名園友遊会実行委員会主催：真和志自治会長連絡協議会、那覇市教育委員会共催）が開催され、地域の伝統芸能発表が行なわれている。
なお、敷地内に「育徳泉（いくとくせん）」という泉が湧く。そこに生える淡水産の紅藻類「シマチスジノリ」は国の天然記念物である。

## 建造物

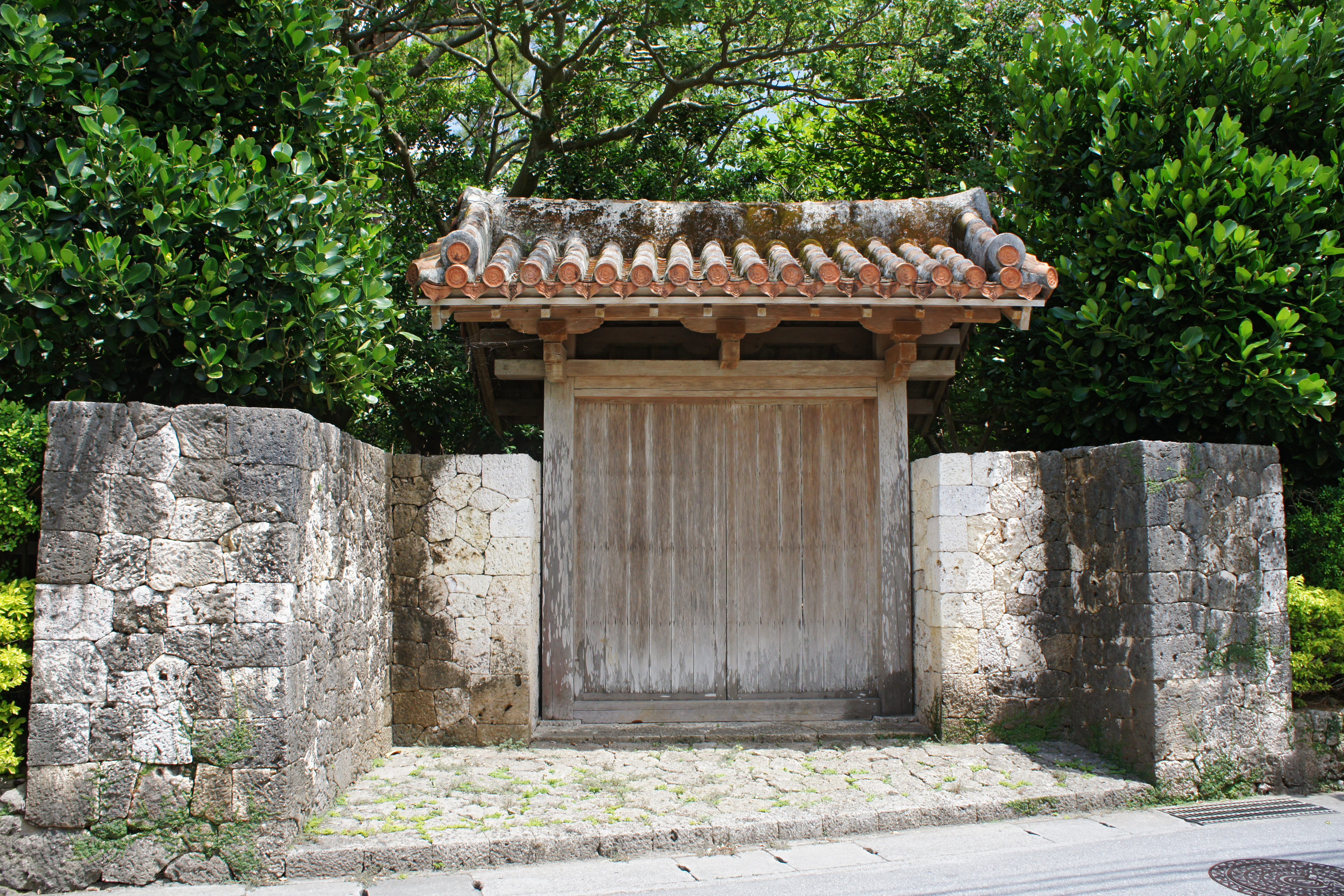
正門
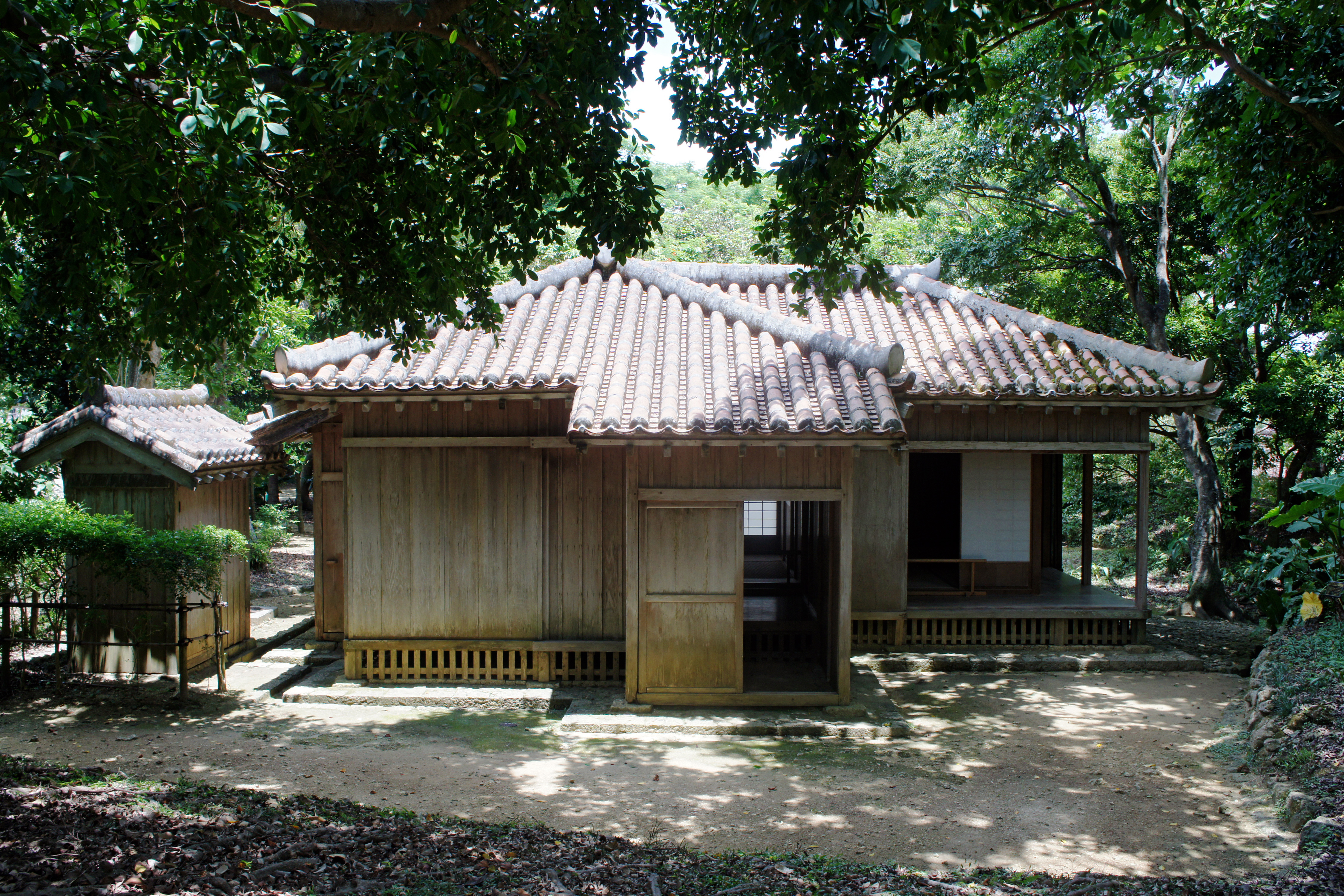
番屋
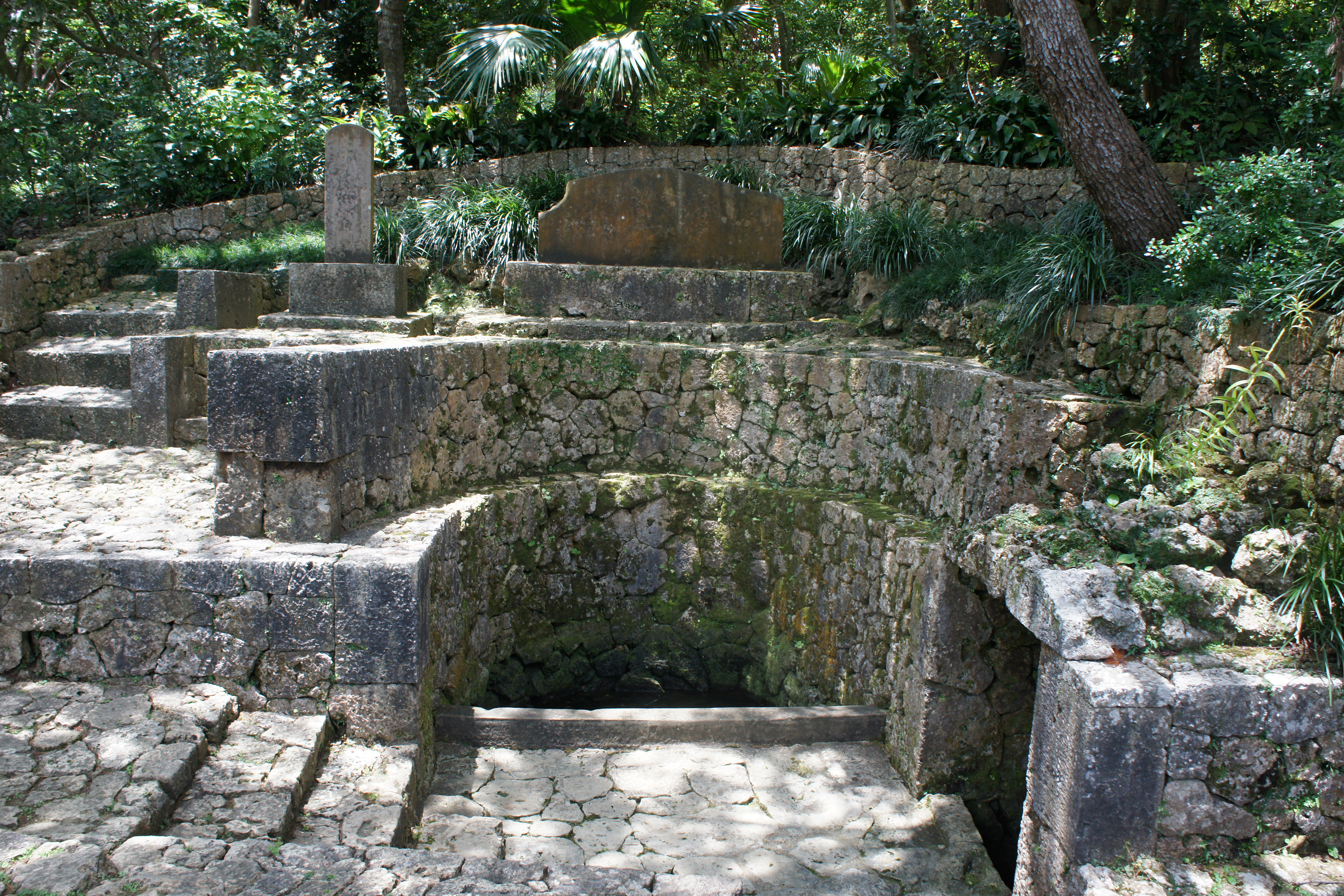
育徳泉
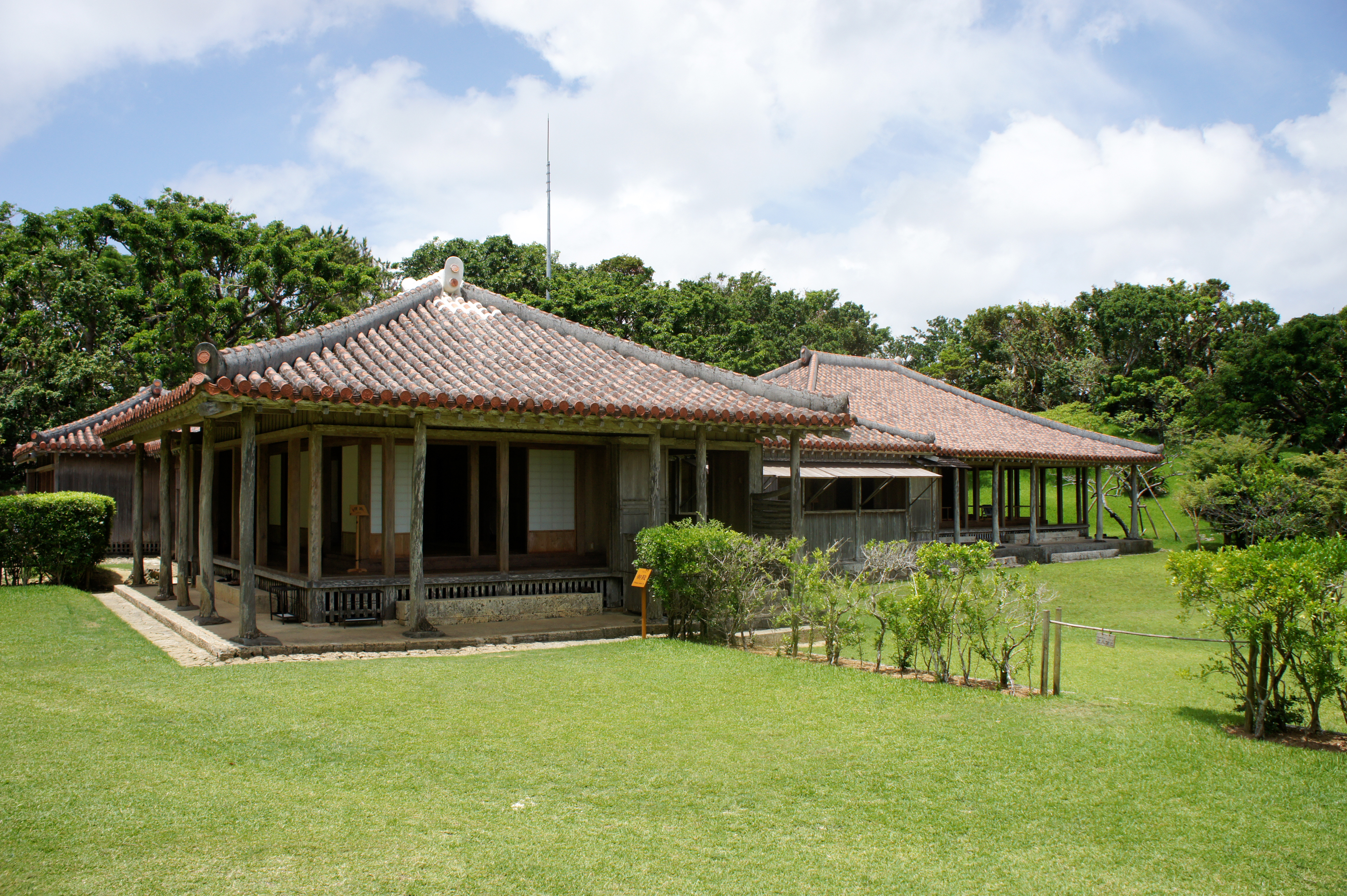
御殿
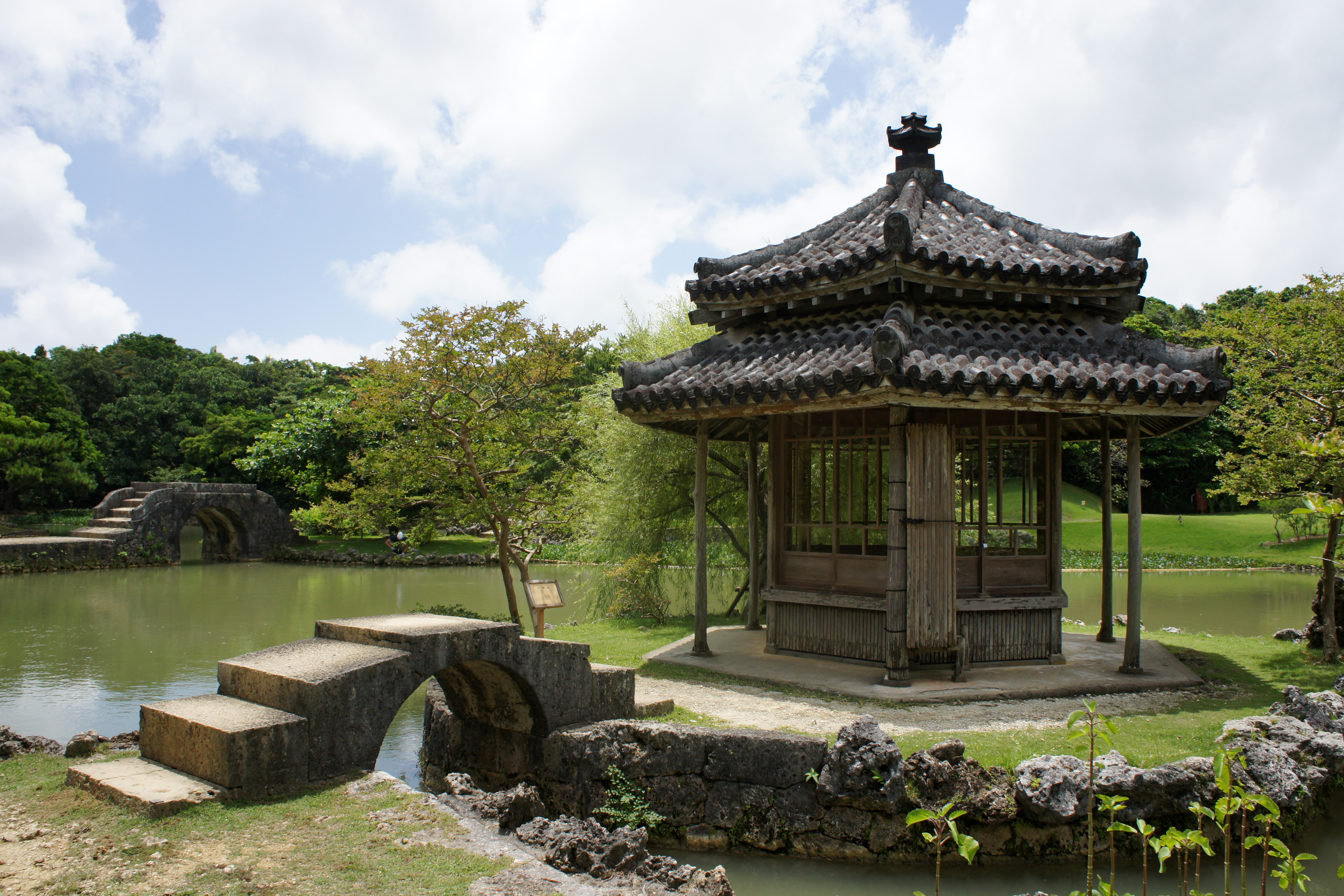
心字池／六角堂
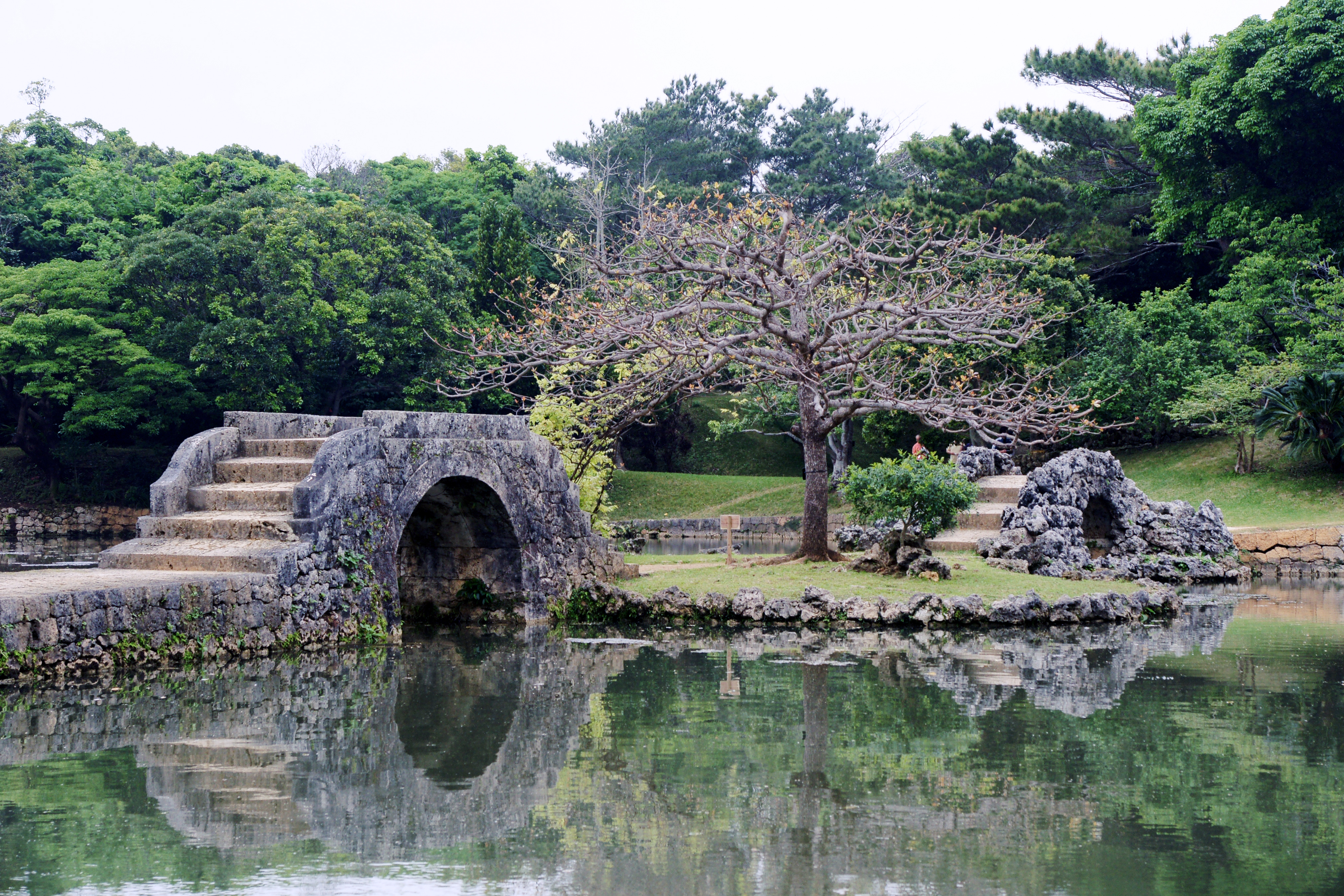
中国風の石橋
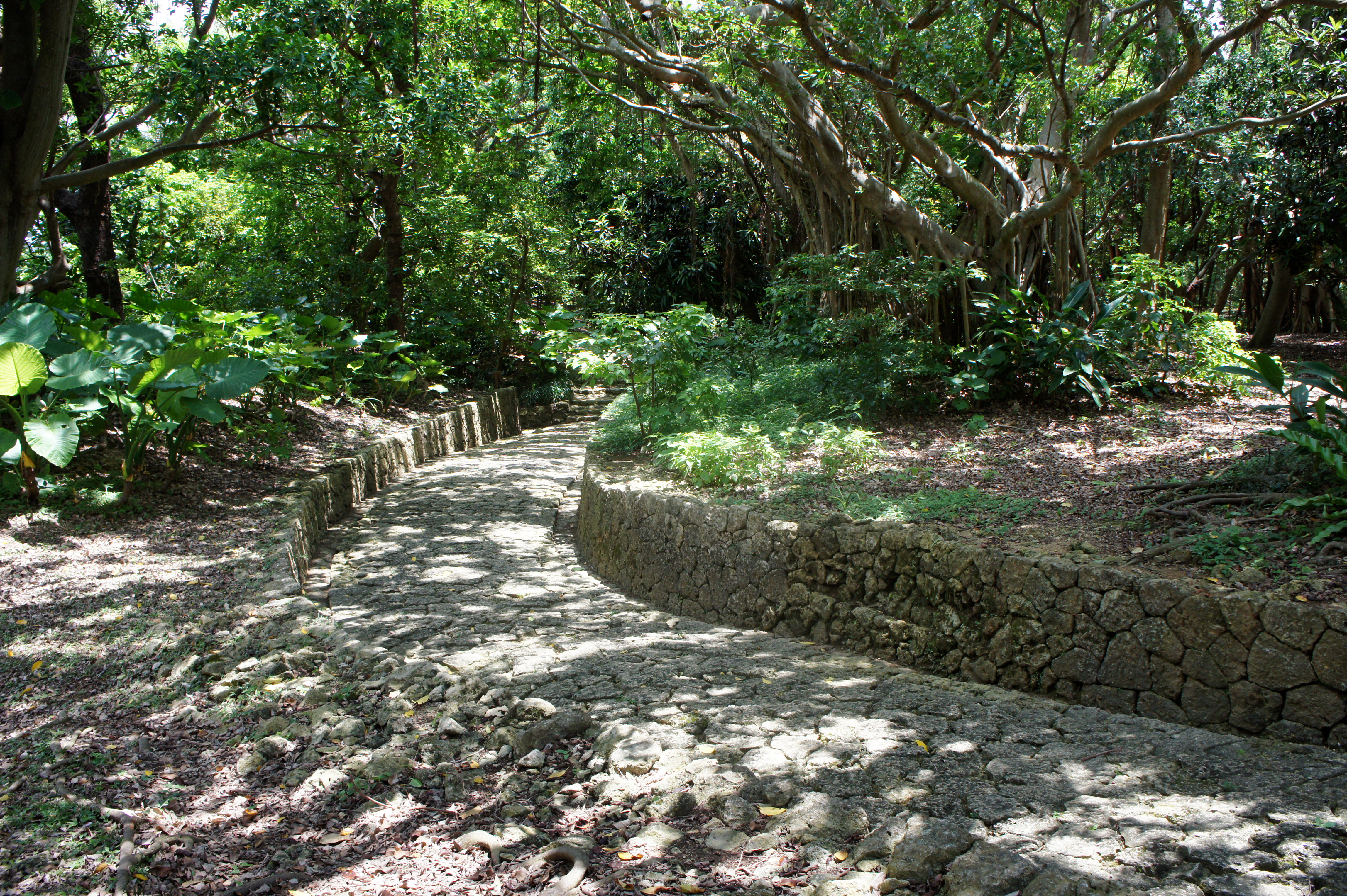
石畳道
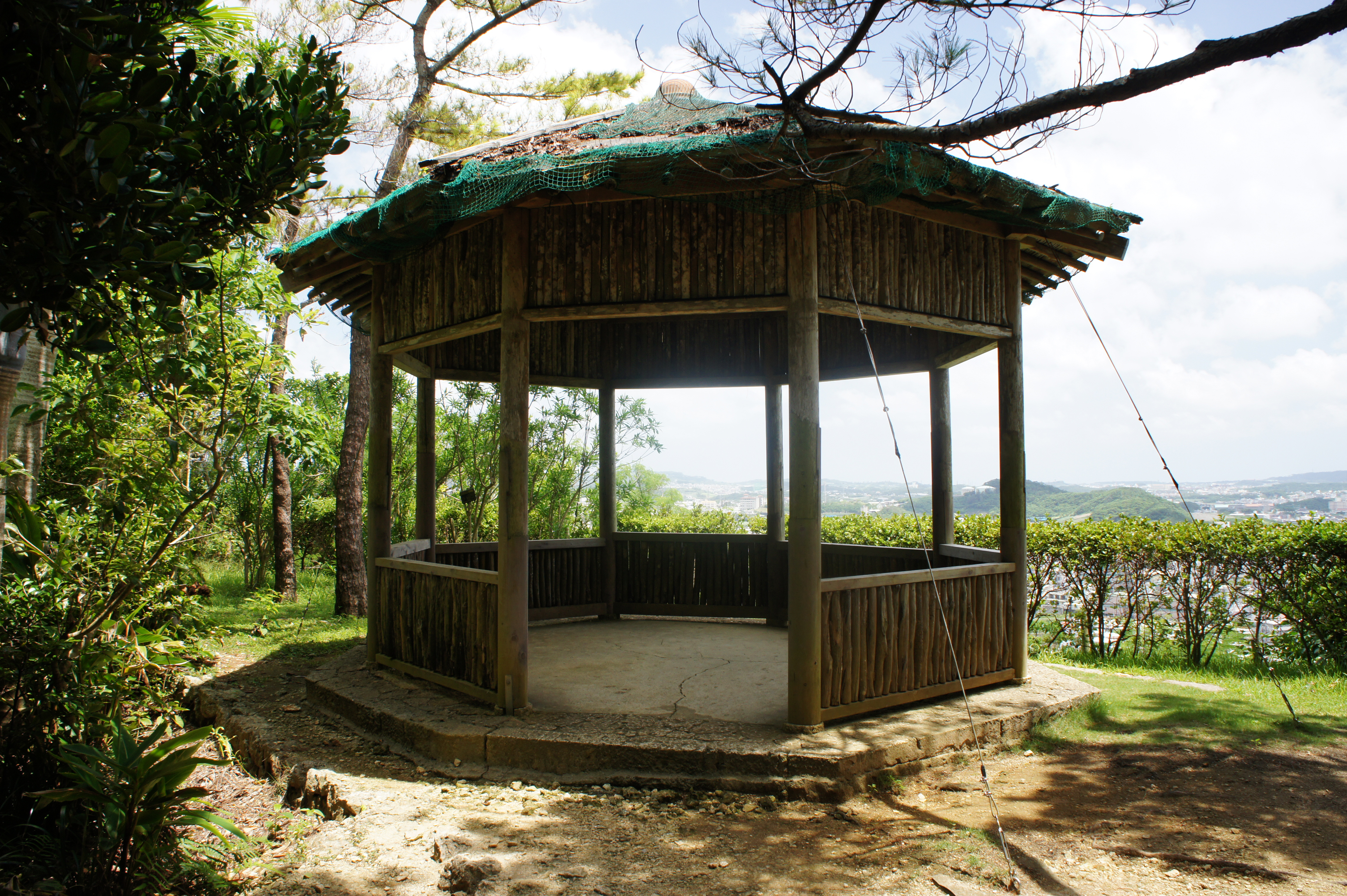
勧耕台

- 正門
- 番屋
- 育徳泉
- 御殿
- 心字池／六角堂
- 中国風の石橋
- 石畳道
- 勧耕台

## アクセス

### 路線バス
（参考：バスマップ沖縄）
- 起終点が新川営業所及び三重城である以下の系統の路線バスが識名園前に停車する。
  - 2番（識名開南線）　那覇バス
  - 3番（松川新都心線）　那覇バス
  - 5番（識名牧志線）　那覇バス
- 起終点とも新川営業所となる以下の循環系統の路線バスが識名園前に停車する。
  - 14番（牧志開南循環線：牧志先回り/開南先回り）

- モノレール県庁前駅東南側の沖銀本店前・国際通りのてんぶす前・安里・大道から以下のバス路線で「識名園前」下車徒歩約2分
  - 5番（識名牧志線）　那覇バス
  - 14番（開南先回り済の牧志開南循環線）　那覇バス
- モノレール県庁前駅東南徒歩5分の県庁前・開南方面からは以下のバス路線で「識名園前」下車徒歩約1分
  - 2番（識名開南線）　那覇バス
  - 14番（牧志先回り済の牧志開南循環線）　那覇バス
- 泊高橋、那覇新都心（おもろまち一丁目）・大道方面から以下のバス路線で「識名園前」下車徒歩約1分
  - 3番（松川新都心線）　那覇バス

識名園前交差点（信号のある四つ角）からみると2番（識名開南線）・3番（松川新都心線）は西側すぐのバス停に発着するが、5番（識名牧志線）及び14番（牧志開南循環線）は運行経路の関係で同じ「識名園前」を名乗っていてもバス停が異なり、北側に1分歩いた場所に発着する。なお、識名園の敷地自体はこの交差点の東南角側に広がっている。